# Tyranneau de Reiser
Phyllomyias reiseri
Espèce
Synonymes
- Xanthomyias reiseri

Statut de conservation UICN

 LC  : Préoccupation mineure
Le Tyranneau de Reiser (Phyllomyias reiseri) est une espèce de passereaux placée dans la famille des Tyrannidae.
Son nom est dédié à l'ornithologue autrichien Othmar Reiser (1861-1936). 

## Répartition
Son aire longitudinal s'étend à travers le Cerrado brésilien et le nord-est du Paraguay.

## Habitat
Il vit dans les forêts tropicales et subtropicales humides en plaine et sèches.